# Dystasia rondoni
Dystasia rondoni là một loài bọ cánh cứng trong họ Cerambycidae.